# Grass track

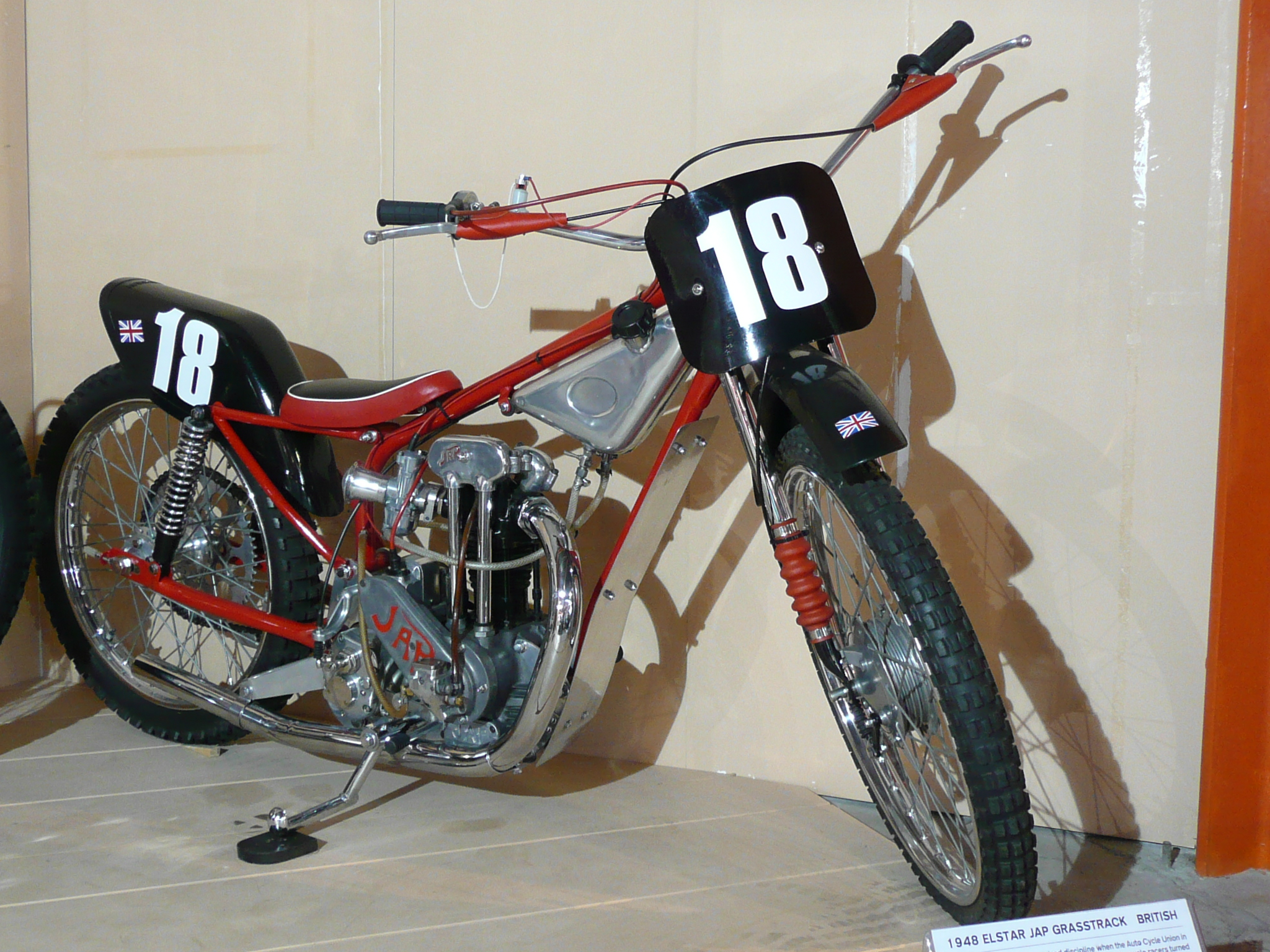
Una moto da grasstrack del 1948

Il Grass track, a volte anche scritto grasstrack o grasstrak, è tipologia di track racing che consiste in brevi gare su piste ovali coperte da un leggero strato di erba. La lunghezza del circuito può variare 200 ai 1300 metri. Il tracciato viene percorso in senso antiorario, generalmente per quattro giri.
L'attuale formula della competizione consiste in numerose "batterie" di qualificazione di quattro o più concorrenti. Al termine delle qualifiche si tengono le semi finali e le finali che decretano il vincitore dell'evento.

## Tecnica
Le moto impiegate in questo tipo di competizioni sono per regolamento monocilindriche a 4 tempi alimentate a metanolo puro o benzina senza piombo. Per regolamento, le moto non hanno freni né sulla ruota anteriore né su quella posteriore: i piloti percorrono le curve modulando abilmente l'acceleratore e facendo così scivolare la ruota posteriore per indirizzare la moto in curva.
I pesi delle moto variano dai 60 kg delle 125cc ai 120 kg dei sidecar.
Al contrario ad esempio delle moto da Speedway, le moto da Grasstrack sono generalmente dotate di una sospensione posteriore in grado di filtrare le asperità del tracciato.

## Storia e risultati
Nato in Inghilterra agli inizi del XX secolo, quando la scarsità di strade e la quasi totale assenza di impianti dedicati imponeva l'utilizzo degli spazi disponibili, principalmente costituiti da terreni incolti, erbosi o brulli, il grasstrak è una delle specialità più antiche del motociclismo, dalla quale discendono direttamente il long track, lo speedway, il dirt-track, la regolarità, l'enduro, il motocross e la gincana.
Oggi i più importanti campionati di questa disciplina i campionati europei organizzati dalla UEM. La federazione internazionale organizza infatti solamente un trofeo dedicato ai giovani dai 12 ai 16 anni con motociclette 125cc.

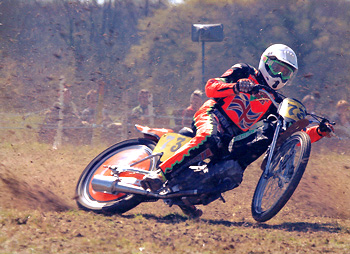
Una pilota di Grasstrack impegnato in gara

| Anno | Vincitore              |
| ---- | ---------------------- |
| 2010 | Michael Haertel        |
| 2009 | Dimitri Berge          |
| 2008 | Christian Rinkenburger |
| 2007 | Christian Rinkenburger |
| 2006 |                        |
| 2005 |                        |
| 2004 |                        |
| 2003 |                        |
| 2002 | John Benjamin Barker   |

| Anno | Motociclette         | Sidecar                                    | Youth 125cc            |
| ---- | -------------------- | ------------------------------------------ | ---------------------- |
| 2010 | Andrew Appleton      | Tommy Kunert / Markus Eibl                 | Jordan Dubernard       |
| 2009 | Stephan Katt         | William Mattijssen / Nathalie Matthijssen  | Dimitri Berge          |
| 2008 | Stephane Tresarrieu  | Tommy Kunert / Markus Eibl                 | Christian Rinkenburger |
| 2007 | Theo Pijper          | William Matthijssen / Nathalie Matthijssen | Maik Hoffmann          |
| 2006 | Stephan Katt         | Tommy Kunert / Bernard Kreuzer             | Nick Lourens           |
| 2005 | Paul Hurry           | Sven Holstein / Desiree Daubert            | Nick Lourens           |
| 2004 | Theo Pijper          | Tommy Kunert / Bernard Kreuzer             | Ramon Stanek           |
| 2003 | Gerd Riss            | Tommy Kunert / Hermann Bacher              |                        |
| 2002 | Sirg Schutzbach      | Josef Onderka / Martin Wamprechtshammer    |                        |
| 2001 | Maik Groen           | Tommy Kunert / Marco Hundsrucker           |                        |
| 2000 | Zdeněk Schneiderwind | Josef Onderka / Martin Wamprechtshammer    |                        |
| 1999 | Bernd Diener         | Tommy Kunert / Hermann Bacher              |                        |
| 1998 | Zdeněk Schneiderwind | Josef Onderka / Uwe Kuhberger              |                        |
| 1997 | -                    | Josef Onderka / Uwe Kuhberger              |                        |
| 1996 | Steve Johnston       | Tommy Kunert / Marco Hundsrucker           |                        |
| 1995 | Kelvin Tatum         | Tommy Kunert / Wolfgang Maier              |                        |
| 1994 | Robert Barth         | Marco Glorie / Harry Drenth                |                        |
| 1993 | Richard Musson       | Karl Keil / Joachim Reeg                   |                        |
| 1992 | Anne Van Der Helm    | Josef Onderka / Wolfgang Huber             |                        |
| 1991 | Rif Saitgareev       | Josef Onderka / Richard Wolf               |                        |
| 1990 | Robert Barth         | Josed Onderka / Richard Wolf               |                        |
| 1989 | Robert Barth         | Josef Onderka / Josef Feigl                |                        |
| 1988 | Frank Kehlenbeck     | Karl Keil / Joachim Reeg                   |                        |
| 1987 | Roman Matousek       | Josef Onderka / Frank Onderka              |                        |
| 1986 | Simon Cross          | Josef Onderka / Frank Onderka              |                        |
| 1985 | Clayton Williams     | Heinz Pagel / Jürgen Zaddach               |                        |
| 1984 | Martin Hagon         | Michael Datzmann / Robert Datzmann         |                        |
| 1983 | Christian Brandt     | Michael Datzmann / Robert Datzmann         |                        |
| 1982 | Jeremy Doncaster     | Michael Datzmann / Robert Datzmann         |                        |
| 1981 | Neil Farnish         | Michael Datzmann / Robert Datzmann         |                        |
| 1980 | Willi Stauch         | Oliver Bauer / Paul Steiglbrunner          |                        |
| 1979 | Gerald Short         | -                                          |                        |
| 1978 | Chris Baybutt        | -                                          |                        |